# はいかい
『はいかい』とは1999年1月9日から3月にテレビ東京で放送された深夜番組。
音楽、映画、アートなどあらゆるカルチャーのインディーズサイドをカメラが徘徊する。
後年この番組で知り合った映像作家たちがインディー作家交流の為のポータルサイトを立ち上げた。

## 出演
- 和所こづえ(ナレーションも)KiraKira☆メロディ学園2期生
- 水谷ケイ(ナレーションのみ)
- シューリー・チェン

## 内容

### はいかい
東京のあちこちを和所こづえが散歩をする看板コーナー。
冒頭に決まりのナレーションがあった。
はいかい。
それはどこという目的地を決めないまま出発すること。
でも、ただ、漂うだけじゃない。
その途中で、人や風景に向き合ったり、音楽や映画に出会ったりする。
それが私たちの「はいかい」
(以上公式webより引用)

### fruits picking
若手美術アーティストを紹介。
リポーターはシューリー・チェン。

### i☆pop
海外のインディーズバンドを紹介。
主にライブ映像を流していた。
取材協力にROVER RECORDS（関岡憲治)。

### indies film maker's B
5分間のドラマ枠。毎回異なるインディーズの映画監督が演出。
後にindies.Bとして劇場公開された。
- 参加監督
水戸ひねき、大嶋拓、高橋亨、歌川恵子、岩橋直哉、杉浦昭嘉、川口良太、宮脇信行、菅野宏彰、倉田健次、朝倉浩貴、古厩智之

### 東京夜想団
クラブイベント、DJを紹介。

## スタッフ
- 編集技術：東京サウンドプロダクション
- 音効 : 冨田康、井上尚昭
- ディレクター :市村智夫、小村幸司、早川卓快
- プロデューサー :
- 製作著作 : インターフレンド

## テーマソング
- 昼下がりの空に / Biscuit Fan